# Титан (футбольный клуб, Верхняя Салда)
Титан — советский и российский футбольный клуб из Верхней Салды. Основан не позднее 1948 года.

## Названия
- 1948—1948 — «Крылья Советов»;
- 1956—1958 — «Старт»;
- 1958—1958 — «Труд»;
- 1958—2002 — «Старт»;
- 2003—2006 — «Титан»;
- 2007—2007 — «Титан-ВСМПО»;
- 2008—2013 — «Титан».

## Достижения
- Во второй лиге — 9 место (в зональном турнире РСФСР класса «Б» 1969 год).